# Нанна
Нанна — богиня із клану Асів в скандинавській міфології, дочка Неп та дружина Бальдра. Вона та Бальдр живуть в палаці Брейдаблік в Асгарді. Від Бальдра вона народила сина Форсеті. Після того, як Локі обманом змусив сліпого Хьодра убити Бальдра, вона не витримала розпачу та горя, та кинулась до погребального вогнища Бальдра.